# Napoli (Mario Merola)
Napoli è una raccolta di Mario Merola del 2005.

## Tracce
1. Qui fu Napoli (3:34)
2. Scetate (4:11)
3. Catarì (durara 3:59)
4. L'urdema canzona mia (4:33)
5. Serenatella amara (3:32)
6. O' rre da sceneggiata (3:30)
7. Io na chitarra e a luna (3:25)
8. Povera santa (3:31)
9. Posteggia (2:34)
10. Luna rossa (4:12)
11. Napule ca se ne va (3:48)
12. Pusilleco addiruso (1:55)
13. A' voce e mamma (3:33)
14. Senza guapparia (3:37)
15. A legge (2:29)
16. Luna dispettosa (3:25)